# 国際協力銀行
株式会社国際協力銀行（こくさいきょうりょくぎんこう、英: Japan Bank for International Cooperation）は、株式会社国際協力銀行法（平成23年5月2日法律第39号）に基づく特殊会社であり、日本の輸出信用機関（ECA）である。略称はJBIC（ジェイビック）。前身は日本輸出入銀行（輸銀）である。

## 沿革
- 1950年（昭和25年）12月28日、当時の大蔵大臣・池田勇人によって日本輸出銀行が発足（池田勇人#講和・独立後の政権運営）。
- 1952年（昭和27年）4月1日、日本輸出入銀行と改称。
- 1999年（平成11年）10月1日、日本輸出入銀行と海外経済協力基金[3]とが統合、国際協力銀行が発足。
- 2008年（平成20年）10月1日、国際協力銀行の国際金融部門は株式会社日本政策金融公庫と統合、海外経済協力部門は独立行政法人国際協力機構に統合。
- 2012年（平成24年）4月1日、日本政策金融公庫から分離・独立する形で株式会社国際協力銀行が発足。

## 概要
国際協力銀行は、日本政府100％出資の特殊銀行であり、政府と一体の法人とされる。業務運営は政府から独立して行われるが、日本で唯一の国際金融に特化した政策金融機関として、日本の対外経済政策・エネルギー安全保障政策を担う。

## 役割
一般の金融機関が行う金融を補完することを旨としつつ、以下の業務分野に必要な金融を行い、もって日本及び国際経済社会の健全な発展に寄与することを目的としている。また、外国政府や国際社会との協力関係の構築・深化のための重要な外交ツールとしての役割を有する。

### 業務分野
- 日本にとって重要な資源の海外における開発及び取得の促進
- 日本の産業の国際競争力の維持及び向上
- 地球温暖化の防止等の地球環境の保全を目的とする海外における事業の促進
- 国際金融秩序の混乱の防止またはその被害への対処

### 業務内容
外国政府、日本企業が関与・運営する海外インフラプロジェクト、日本企業が行うM&Aなどの海外投資プロジェクト、日本に輸入されるエネルギー・天然資源開発プロジェクト、CO2排出削減のための環境プロジェクトなどに、主にプロジェクト・ファイナンスを活用して融資を行っている。最近は出資業務も本格化させている。
「新成長戦略」（平成22年6月18日閣議決定）、「円高・デフレ対応のための緊急総合経済対策」（平成22年10月8日閣議決定）、「パッケージ型インフラ海外展開関係大臣会合決定事項」（平成22年12月10日）を踏まえ、パッケージ型インフラ海外展開プロジェクトをはじめ国家戦略型プロジェクトを推進するなど、日本の国際政策及び成長戦略を推進する上でキープレイヤーとしての役割を担っている。また「日本経済再生に向けた緊急経済対策」（平成25年1月11日閣議決定）を踏まえ、「海外展開支援出資ファシリティ」・「海外展開支援融資ファシリティ」を創設しており、日本企業の海外展開支援のために積極的なリスクマネー供給を行う。
資金調達の一部として外国為替資金特別会計からの借入を行っており、外貨準備高の運用機関として日本版ソブリン・ウエルス・ファンドとも解される。ただし、業務の目的は公益の追求であり、利益のみを追求することではない点が通常のソブリン・ウエルス・ファンドとは異なる。

### 機能
- 輸出金融：日本企業による海外への機械・設備等の輸出ならびに技術の提供に必要な資金を融資する。
- 輸入金融：日本企業による資源等、重要物資の輸入に必要な資金を融資する。また、資源関係以外では、航空機輸入等、国民経済の健全な発展のために真に必要なものについては、保証制度により対応する。
- 投資金融：日本企業が海外において行う現地生産・販売事業やインフラ事業、海外M&A、重要な資源の権益取得や開発事業等を行う際の資金を融資する。中堅・中小企業の海外事業展開への融資も行う。
- 事業開発等金融（アンタイドローン）：日本の貿易・投資等、海外経済活動のための事業環境整備を図るとともに、外国政府、外国政府機関等が実施する事業に必要な資金を融資する。
- 出資：海外において日本企業が出資参画する海外プロジェクトやファンド等に対し出資を行う。
- 保証：民間金融機関の融資等を補完・奨励するために保証を行う。具体的には、民間金融機関による協調融資部分への保証、日系海外現地法人が発行する現地通貨建社債への保証、公債への保証等に加え、通貨スワップに対する保証や輸出金融における再保証など。
- ブリッジローン：国際収支上の困難を抱えた開発途上国政府の外貨資金繰りを手当てするために必要な短期融資を行う。
- 貸付債権の譲受・公社債等の取得：借入人の資金調達のために発行される公社債等（信託の受益権を含む）の取得を通じて与信を行う。
- 証券化・流動化：民間金融機関の貸付債権や売掛債権の証券化や流動化を支援するもの。
- 調査業務：国際協力銀行が行う上記の業務に必要な調査を行う。

### 会計
株式会社国際協力銀行法において、政府の業務責任、民間会計基準による決算、政府による資金貸付や予算の国会議決が規定されている。また業務における収支相償が求められており、その結果得られた利益は必要な準備金の積立以外の部分は全額国庫納付されることが明記されている。

## 本支店
- 本店 - 1店
  - 内部組織として部門制を導入しており、企画部門、審査・リスク管理部門、財務・システム部門、資源ファイナンス部門、インフラ・環境ファイナンス部門、産業ファイナンス部門、エクイティファイナンス部門の7部門が置かれている。
  - 上記7部門の下に21の部室（16部6室）、部門外に監査部、監査役室が置かれている。
- 支店 - 1店
  - 産業ファイナンス部門の部署として、大阪支店が置かれている。
- 海外事務所 - 18か所
  - このうち、シンガポール事務所はアジア・大洋州、ロンドン事務所は欧州・アフリカ・中東、ニューヨーク事務所は米州の地域統括事務所となっている。

## 役員
2023年6月21日現在
- 取締役会長 - 前田匡史（1982年日本輸出入銀行入行、内閣官房参与）
- 代表取締役総裁 - 林信光（1980年大蔵省入省、元国税庁長官）
- 代表取締役副総裁 - 天川和彦（1985年日本輸出入銀行入行）
- 代表取締役専務取締役 - 橋山重人（1990年日本輸出入銀行入行）
- 常務取締役
  - 大石一郎（1989年大蔵省入省）
  - 田中一彦（1987年日本輸出入銀行入行）
  - 谷本正行（1990年日本輸出入銀行入行）

### 歴代国際協力銀行総裁
| 氏名     | 出身   | 前職 | 就任年月日     |
| -------- | ------ | --- | -------------- |
| 奥田碩   | トヨタ | 日本郵政社外取締役、内閣特別顧問 経済財政諮問会議民間議員 日本経済団体連合会初代会長 トヨタ代表取締役社長、トヨタ取締役副社長 | 2012年4月1日   |
| 渡辺博史 | 財務省 | 本行代表取締役副総裁 一橋大学大学院商学研究科教授 財務官、国際局長 国際局次長、大臣官房審議官（国際局担当）                   | 2013年12月16日 |
| 前田匡史 | 本行   | 本行代表取締役副総裁 | 2018年6月21日  |
| 林信光   | 財務省 | 本行代表取締役副総裁 国税庁長官、理財局長 会計センター所長兼財務総合政策研究所長 国際復興開発銀行理事                         | 2022年6月22日  |